# 中村英子 (モデル)
中村 英子（なかむら えいこ、1973年1月22日 - ）は、日本のタレント、モデル。岩手県滝沢村（現・滝沢市）出身。1994年当時の所属事務所はエリートフォリオ。

## 経歴
岩手県立雫石高等学校卒業。高校卒業後は地元・岩手の化粧品会社に就職するつもりでいたが、社会人経験がなければ接客は無理だと言われたことで、仙台市に出てモデル業を始めた。
1993年度カネボウ水着イメージモデル、1994年度サッポロビールキャンペーンガールに続けて選ばれ、1994年にエリートフォリオに移籍。
本人はかねてより女優志望であり、1993年にオリジナルビデオ『B.B.フィッシュ』出演を皮切りにテレビドラマにも出演したが、1999年、26歳の時に結婚し引退。2人の娘をもうけたが2013年に離婚、岩手県に帰郷して岩手を拠点にタレント活動を再開した。2023年時点では地元企業5社の広告に出演、東京・銀座のアンテナショップ「いわて銀河プラザ」にもたびたび出張している。
1992年 - 1993年当時公表されていたプロフィールは、身長170 cm、B87 cm、W61 cm、H90 cm、血液型A型。趣味はスキー、水泳、スキューバダイビング、マリンスポーツ。特技はバスケットボールで、中学生・高校生時代通して部活はバスケットボール部だった。

## 出演

### テレビドラマ
（出典）
- 三姉妹熱血ジャンケン宣言（日本テレビ、1994年2月9日 - 2月11日）
- ボクの就職（TBS、東芝日曜劇場）- 第6話ゲスト
- 恋、した。（テレビ東京）- 第14話『レッドアイの約束』、主演
- カミさんなんかこわくない（TBS、東芝日曜劇場）- 第4話ゲスト

### オリジナルビデオ
- B.B.フィッシュ（東映・東映ビデオ、1993年8月25日リリース）- 主演[5]

### バラエティ
- 上岡龍太郎にはダマされないぞ!（フジテレビ）- レギュラーアシスタント[4][6][5]
- 日立 世界・ふしぎ発見! (TBS) - ミステリーハンター[4][8]
- 新春かくし芸大会（フジテレビ - 第31回、1994年1月1日）
- わが町バンザイ（IBC岩手放送）- 2016年7月 - 2017年12月レギュラー出演
- じゃじゃじゃTV（IBC岩手放送）

他

### CM
- 1993年度 カネボウ水着イメージモデル
- 1994年度 サッポロビールキャンペーンガール
- 花王 ソフィーナジェンヌパーフェクトUVミルク[8]
- 岩泉ホールディングス「龍泉洞スキンケア」シリーズ[4]

他

## 作品

### 写真集
- Breathless（1993年12月1日、ビクターエンタテインメント、撮影：平田友二）ISBN 978-4893890894